# La Route de Cincinnati
La Route de Cincinnati (The Road to Cincinnati) est un épisode de la série télévisée d'animation Les Simpson. Il s'agit du huitième épisode de la trente-deuxième saison et du 692e de la série.

## Synopsis
Chalmers a été convié à l'EDU-CON de Cincinnati, une convention dédiée aux administrateurs scolaires. Après que Skinner a trouvé un subterfuge pour faire le voyage avec ce dernier, ils sont contraints de parcourir plus de 1 000 km en voiture à la suite de leur exclusion d'un avion. Cependant, alors que ce trajet va se retrouver chamboulé par de nombreuses péripéties la relation entre les deux pourrait bien exploser et l'issue finale pourrait s'en retrouver affectée...

## Réception
Lors de sa première diffusion, l'épisode a attiré 1,63 million de téléspectateurs.